# Processó de col·legiales
Processó de col·legiales és una obra pictòrica del segle xix, realitzada pel pintor català Joaquim Vayreda (1843 – 1894) i conservada al Museu Nacional d'Art de Catalunya. L'obra, datada el 1890, és un oli sobre tela, amb unes dimensions de 66,5 x 120,5 cm. La pintura està catalogada dins el tema «gènere i societat».
La pintura representa una desfilada de col·legiales, vestides de primera comunió. Es tracta d'una pintura de figures esbossades i colorit suau, pròxima a la pinzellada impressionista. És una mostra del format horitzontal, un dels formats preferits per l'autor.
El 1983, l'obra es va mostrar a l'exposició Pintores Españoles de la Luz, organitzada pel Banco de Bilbao, a Madrid.